# یواس‌اس ویتیر (ای‌ام-۳۹۰)
یواس‌اس ویتیر (ای‌ام-۳۹۰) (به انگلیسی: USS Wheatear (AM-390)) یک کشتی بود که طول آن ۲۲۱ فوت ۳ اینچ (۶۷٫۴۴ متر) بود. این کشتی در سال ۱۹۴۵ ساخته شد.